# Врхполє (Випава)
Врхполє (словен. Vrhpolje) — поселення в долині річки Випави на північ від м. Випава в общині Випава. Висота над рівнем моря: 137,5 метрів.